# تشپروویتسه
تشپروویتسه (به چکی: Čepřovice) یک منطقهٔ مسکونی در جمهوری چک است که در ناحیه ستراکونیتسه واقع شده‌است. تشپروویتسه ۱۰٫۲۲ کیلومتر مربع مساحت و ۱۹۱ نفر جمعیت دارد و ۵۲۹ متر بالاتر از سطح دریا واقع شده‌است.